# 19778 Луїзгарсія
19778 Луїзгарсія (19778 Louisgarcia) — астероїд головного поясу, відкритий 24 серпня 2000 року.
Тіссеранів параметр щодо Юпітера — 3,295.